# Axel Adling

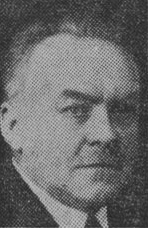
Axel Adling

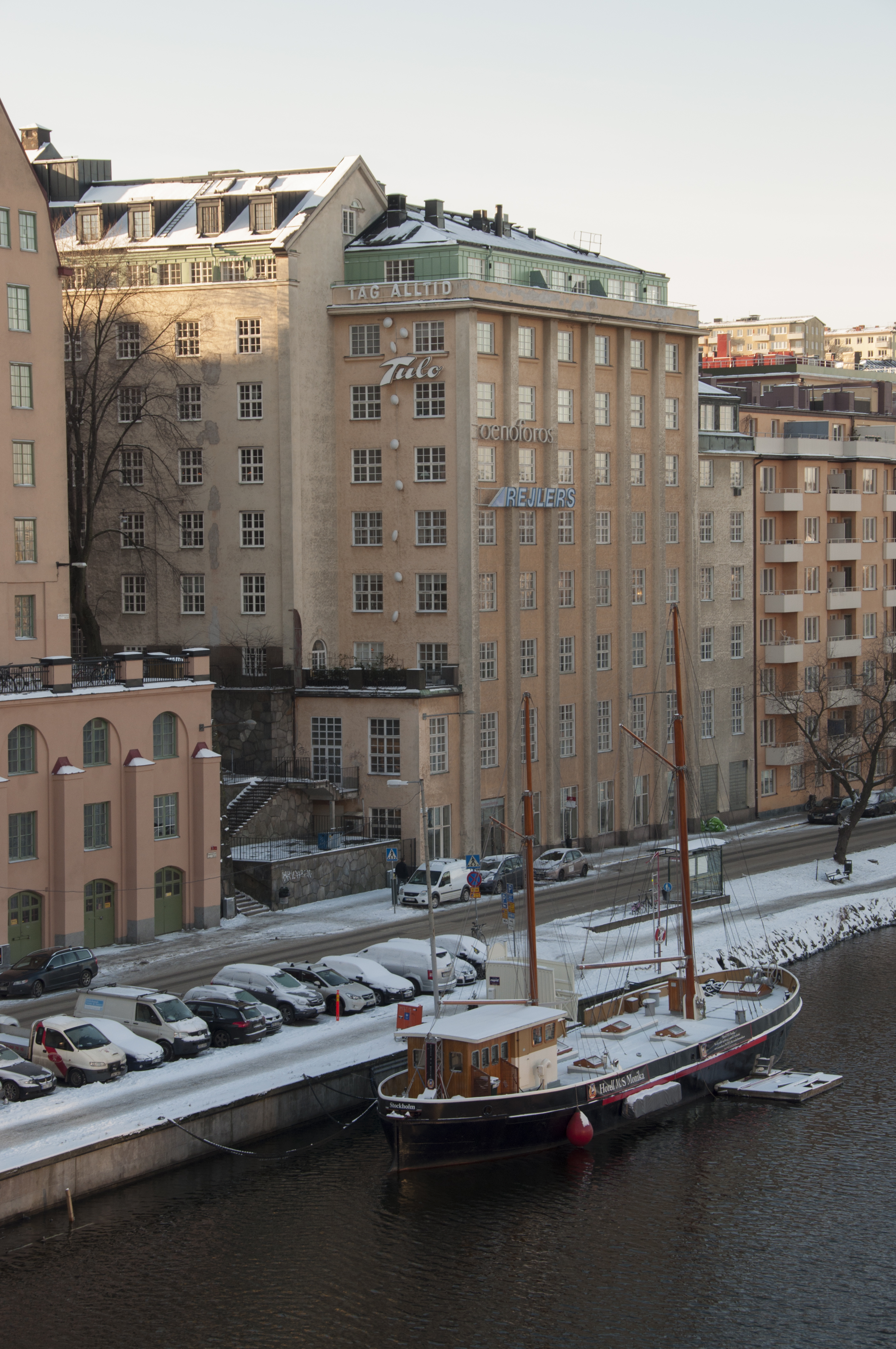
Kungsholms strand 135, arkitekt AB Adlings byggnadsbyrå, byggmästare Axel Adling för AB Förenade Chokladfabrikerna.

Carl Axel A:son Adling, född 4 mars 1881 i Tegelsmora församling, död 30 januari 1953 i Kungsholms församling, var en svensk byggnadsingenjör och byggnadsentreprenör.
Axel Adling studerade vid Byggnadsyrkesskolan på Tekniska skolan i Stockholm till 1905, med fortsatta studier i Tyskland vid Tekniska högskolan i Berlin. Under fem år var kontrollant för Stockholms stads Egnahemsverksamhet. Han drev AB Adlings Byggnadsbyrå som står bakom ett flertal byggnader i Stockholm.

## Fotnoter
1. ↑  Sveriges Dödbok 1901–2009, DVD-ROM, Version 5.00, Sveriges Släktforskarförbund (2010).
2. ↑  Stockholms adresskalender 1926